# 鹿特丹規則
《鹿特丹規則》（正式名稱為《聯合國全程或部分海上國際貨物運輸合約公約》）是一項提出新國際規則的條約，旨在修訂海上貨運和海上貨物運輸的法律架構。此規則主要處理承運人與貨主之間的法律關係。
公約的目的是擴大和更新現有國際規則，實現海運領域國際貿易法的統一，更新或取代《海牙規則》、《海牙威士比規則》和《漢堡規則》中的許多條款。該公約建立了全面、統一的法律制度，規範國際海運門到門運輸合約中托運人、承運人和收貨人的權利和義務。
儘管最終文本受到了熱烈歡迎，但十年後，卻沒什麼進展。截至2019年12月，這些規則尚未生效，因為只有五個國家批准了這些規則，其中四個是全球影響力相對較小的西非小國。鹿特丹規則內容廣泛，其條款數量幾乎是現有「僅鏟球」規則的十倍。儘管有人認為新規則有缺陷，主導該行業的海牙-維斯比規則不足以適應現代多式聯運。一種可能的前進方式可能是臨時透過「鹿特丹精簡版公約」。

## 歷史
1924 年的《海牙規則》於 1968 年更新為《海牙-維斯比規則》，但變化不大。修改後的公約仍然只涵蓋「解決」運輸合同，沒有多式聯運的規定。貨櫃化這一改變產業的現象幾乎沒有得到承認。1978年《漢堡規則》的推出是為了提供一個更現代且不那麼偏向船舶營運商的框架。儘管《漢堡規則》很容易被發展中國家採用，但新公約卻遭到了堅持海牙和海牙維斯比的富裕國家的迴避。原本預期海牙/漢堡可能會達成妥協，但最終卻出現了龐大的《鹿特丹規則》（96條）。
由聯合國國際貿易法委員會起草的《鹿特丹規則》最終草案於2008年12月11日獲得聯合國通過，並於2009年9月23日在鹿特丹舉行了簽字儀式。簽署國包括美國、法國、希臘、丹麥、瑞士和荷蘭；總而言之，簽署的國家據稱佔世界貿易量的25%。儀式結束後，在美國紐約市聯合國總部允許簽名。
世界航運理事會是《鹿特丹規則》的重要支持者。2010年，美國律師協會眾議院通過了一項決議，支持美國批准《鹿特丹規則》。

## 主要規定
以下是《鹿特丹規則》中的重要條款和法律變更：
只有當運輸包含海上航段時，本規則才適用；其他沒有海運航段的多式聯運合約不屬於本規則的範圍。
它延長了承運人對貨物負責的期限，以涵蓋從接收貨物到交付貨物之間的時間。
它允許更多的電子商務並批准更多形式的電子文件。
它將承運人的責任限額提高到每個運輸單位 875 個記帳單位或每公斤毛重 3 個記帳單位。
它消除了“航海過失抗辯”，該抗辯保護承運人和船員免於因船舶管理和航行疏忽而承擔責任。
它將提出法律索賠的時間延長至貨物交付或應交付之日起兩年。
它允許所謂「批量合約」的當事人選擇退出公約中規定的一些責任規則。
它要求承運人在整個航程中保持船舶適航並配備適當的船員。謹慎標準不是“嚴格”，而是“盡職調查”（如《海牙規則》）。

## 生效和批准
《鹿特丹規則》將於20個國家批准條約一年後生效。截至2011年8月9日，該條約有24個簽署國。.最近簽署該條約的國家是瑞典，於2011年7月20日簽署。西班牙是第一個於2011年1月批准公約的國家。簽署和批准情況概覽如下：
公約對一國生效後，該國應退出管轄《海牙-維斯比規則》和《漢堡規則》的公約，因為如果沒有此類退出，公約就不會生效。
| 國家           | 簽署           | 批准/加入      |
| -------------- | -------------- | -------------- |
| 亞美尼亞       | 2009年9月29日  |                |
|                |                | 2019年11月7日  |
| 喀麦隆         | 2009年9月29日  | 2017年10月11日 |
| 刚果共和国     | 2009年9月23日  | 2014年1月28日  |
| 刚果民主共和国 | 2010年9月23日  |                |
| 丹麦           | 2009年9月23日  |                |
| 法國           | 2009年9月23日  |                |
| 加彭           | 2009年9月23日  |                |
|                | 2009年9月23日  |                |
| 希腊           | 2009年9月23日  |                |
| 几内亚         | 2009年9月23日  |                |
|                | 2013年9月24日  |                |
| 盧森堡         | 2009年8月31日  |                |
| 马达加斯加     | 2009年9月25日  |                |
|                | 2009年10月26日 |                |
| 荷蘭           | 2009年9月23日  |                |
| 尼日尔         | 2009年10月22日 |                |
| 奈及利亞       | 2009年9月23日  |                |
| 挪威           | 2009年9月23日  |                |
| 波蘭           | 2009年9月23日  |                |
| 塞内加尔       | 2009年9月23日  |                |
| 西班牙         | 2009年9月23日  | 2011年1月19日  |
| 瑞典           | 2011年7月20日  |                |
| 瑞士           | 2009年9月23日  |                |
| 多哥           | 2009年9月23日  | 2012年7月17日  |
| 美国           | 2009年9月23日  |                |

## 另請參閱
- 海牙威士比規則
- 漢堡規則
- 適航性（法律）